# 12 Heures de Sebring 1973
Navigation
Édition précédente Édition suivante
Les 12 Heures de Sebring 1973 sont la 22e édition de l'épreuve et la 1re manche du championnat IMSA GT 1973. Contrairement aux précédentes éditions depuis 12 Heures de Sebring 1952, l'épreuve ne compte plus pour le championnat du monde des voitures de sport. Elles ont été remportées le 24 mars 1973 par la Porsche Carrera RSR no 59 pilotée par Peter Gregg, Hurley Haywood et Dave Helmick.

## Circuit

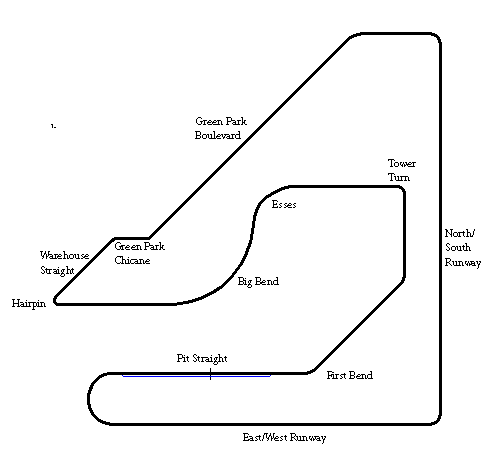
Le Sebring International Raceway, cadre des 12 Heures de Sebring 1973.

Les 12 Heures de Sebring 1973 se déroulent sur le Sebring International Raceway situé en Floride. Il est composé de deux longues lignes droites, séparées par des courbes rapides ainsi que quelques chicanes. Le tracé actuel diffère de celui de l'époque. Ce tracé a un grand passé historique car il est utilisé pour des courses automobiles depuis 1950. Ce circuit est célèbre car il a accueilli la Formule 1.

## Résultats
Voici le classement au terme de la course.
- Les vainqueurs de chaque catégorie sont signalés par un fond jauni.

| 1             | GTO | 59  | Dr. Dave Helmick               | Peter Gregg Hurley Haywood Dave Helmick     | Porsche Carrera RSR | 226 |
| 2             | GTO | 1   | Toad Hall Motor Racing         | Michael Keyser Milt Minter                  | Porsche Carrera RS  | 225 |
| 3             | GTO | 50  | John Greenwood Racing          | Ron Grable John Greenwood Mike Brockman     | Chevrolet Corvette  | 219 |
| 4             | GTO | 81  | Far West Racing                | Grey Egerton Elliot Forbes-Robinson         | Porsche Carrera RSR | 217 |
| 5             | TO  | 17  | Vince Gimondo                  | Vince Gimondo Billy Dingman                 | Chevrolet Camaro    | 212 |
| 6             | TO  | 37  | Dan Moore                      | Dan Moore David McCullough                  | Ford Mustang        | 210 |
| 7             | GTU | 27  | Don Lindley                    | Don Lindley Stephen Behr Brian Goellnicht   | Porsche 911S        | 209 |
| 8             | GTU | 76  | Silverstone Racing Team        | George Stone Mike Downs                     | Porsche 911S        | 209 |
| 9             | TO  | 24  | T. C. Racing                   | Tim Chitwood Joie Chitwood junior Bob Nagel | Chevrolet Camaro    | 208 |
| 10            | GTU | 91  | Holbert's Porsche-Audi         | Dieter Oest Mike Tillson Harry Bytzek       | Porsche 911S        | 198 |
| 11            | GTO | 99  | Phil Currin                    | Phil Currin Danny Fortin Bill Johnson       | Chevrolet Corvette  | 197 |
| 12            | TO  | 42  | Garcia Racing                  | Luis Sereix Tony Lilly Dave Yoder           | Chevrolet Camaro    | 193 |
| 13            | GTU | 77  | Bruce Jennings                 | Bruce Jennings Bob Beasley                  | Porsche 911S        | 193 |
| 14            | GTU | 89  | Thomas Barrick                 | Don Parish Dave Causey Edwin Taylor         | Porsche 911S        | 193 |
| 15            | GTU | 82  | Bob Bergstrom                  | Bob Bergstrom Jim Cook                      | Porsche 911S        | 191 |
| 16            | GTO | 94  | Leldon Blackwell               | Wilbur Pickett Bill Bean                    | Chevrolet Corvette  | 186 |
| 17            | GTO | 41  | George Garcia Racing           | George Garcia Vic Shinn                     | Chevrolet Corvette  | 186 |
| 18            | GTU | 84  | Airport Motorsports            | Klaus Selbert Sieg Glage                    | Porsche 911S        | 186 |
| 19            | TU  | 114 | Jim Grob Racing                | Jim Grob Juan Montalvo                      | BMW 2002            | 180 |
| 20            | GTO | 61  | Sebring Racing Inc.            | Scott Chapman John McLaren Bill Hood        | Chevrolet Corvette  | 179 |
| 21            | GTU | 67  | David McClain                  | David McClain Dave White                    | Porsche 914/6       | 177 |
| 22            | GTO | 47  | Sebring Racing Inc.            | Terry Keller Bob Gray Neil Potter           | Chevrolet Corvette  | 175 |
| 23            | GTU | 92  | Holbert's Porsche-Audi         | Dieter Oest Don Heth David Olimpi           | Porsche 911S        | 174 |
| 24            | TU  | 90  | Z & W Mazda                    | Ray Walle Richard Schuck                    | Mazda RX-2          | 173 |
| 25            | TO  | 00  | Levi's Team Highball           | Whit Diggett Amos Johnson                   | AMC Gremlin         | 154 |
| 26            | GTU | 85  | Don Parish                     | Don Parish Ron Jones John Hulen             | Porsche 914/6       | 154 |
| 27            | GTU | 74  | J. G. Racing                   | Jacques Groleau Craig Ross Bill Shaw        | Datsun 240Z         | 153 |
| 28            | TO  | 78  | Manuel Quintana                | Manuel Quintana Reinaldo Almeida            | Ford Mustang        | 150 |
| 29            | GTU | 86  | Jim Lynch                      | Jim Lynch Toby Milne                        | Porsche 911S        | 148 |
| 30            | GTO | 80  | Kirby Stumpff                  | Kirby Stumpff Dick Vreeland James Pirie     | Shelby GT500        | 137 |
| 31            | TO  | 7   | Eddie Johnson                  | Eddie Johnson Clay Young                    | Chevrolet Camaro    | 132 |
| 32            | GTO | 97  | Ansley Racing Enterprises      | Tony Ansley Ron Connelly Steve Avera        | Chevrolet Corvette  | 131 |
| 33            | TU  | 175 | U.S. Davis Racing              | Jack Baldwin Bobby Clark                    | Datsun 510          | 130 |
| 34            | GTO | 32  | Roberto Auto Electric          | Roberto Boza Daniel Hernandez José Romero   | Shelby GT500        | 127 |
| 35            | GTU | 88  | Bob Lapp                       | Bob Lapp Mike Meldeau                       | Datsun 240Z         | 124 |
| 36            | TO  | 72  | Alberto Naon                   | Alberto Naon Tony Garcia John Freyre        | Chevrolet Camaro    | 123 |
| 37            | TO  | 83  | Houghton Smith                 | Bert Gafford John Belperche                 | Chevrolet Camaro    | 121 |
| 38            | TO  | 29  | Ralph Noseda                   | Ralph Noseda Ray Mummery Richard Small      | Chevrolet Camaro    | 113 |
| 39            | GTO | 5   | Race Enterprise & Developments | Dave Heinz Jerry Thompson                   | Chevrolet Corvette  | 110 |
| Abandons      |     |     |                                |                                             |                     |     |
| 40            | GTO | 49  | John Greenwood Racing          | Jim Greendyke Robert Johnson                | Chevrolet Corvette  | 182 |
| 41            | TO  | 9   | Ray Kessler Inc.               | Ray Kessler Jim Fitzgerald                  | Chevrolet Camaro    | 178 |
| 42            | TU  | 33  | RaceCo of Coral Gables         | Marc Davis Richard Melville Bob Beatty      | Alfa Romeo GTV      | 165 |
| 43            | GTO | 3   | Performance Associates         | Dick Bauer Jim DeStefano Nick Engels        | Chevrolet Corvette  | 159 |
| 44            | TO  | 71  | Bob Christiansen               | Bob Christiansen Gary Myers John Tremblay   | Chevrolet Camaro    | 149 |
| 45            | TO  | 57  | Garcia Racing                  | Javier Garcia Reinaldo Almeida              | Ford Mustang        | 148 |
| 46            | GTU | 95  | George Dickinson               | George Dickinson Eddie Wachs Ernest Pultz   | Porsche 911         | 125 |
| 47            | GTO | 69  | WGB Niagara Wines              | Ron Goldleaf John Tunstall                  | Chevrolet Corvette  | 124 |
| 48            | TO  | 30  | Dallmeyer Racing               | Dennis Dallmeyer Nick Dunn                  | Chevrolet Camaro    | 124 |
| 49            | GTO | 11  | Troy Promotions Inc.           | Tony DeLorenzo Steve Durst                  | Chevrolet Corvette  | 113 |
| 50            | GTO | 48  | John Greenwood Racing          | John Greenwood Donald Yenko                 | Chevrolet Corvette  | 105 |
| 51            | GTO | 40  | Pironell Racing                | Tom Nell Richard Dagiel Joe Pirrotta        | Chevrolet Corvette  | 104 |
| 52            | TU  | 138 | PDF Racing                     | Paul Fleming Roger Mandeville               | Mazda RX-2          | 102 |
| 53            | TO  | 87  | Miller Hey                     | Sam Miller Rob Henry                        | Ford Mustang        | 91  |
| 54            | GTU | 2   | Dean Donley                    | Dean Donley Ben Scott                       | MGB                 | 81  |
| 55            | GTU | 46  | Bytzek Automotive              | Klaus Bytzek Rudy Bartling                  | Porsche 911S        | 80  |
| 56            | TO  | 0   | Byron Cook Racing              | John Elliott Bill McDill                    | Chevrolet Camaro    | 80  |
| 57            | GTO | 34  | Murray Racing Team             | Ike Knupp Bob Tullius                       | Chevrolet Corvette  | 74  |
| 58            | GTO | 98  | Loren Pearson                  | Loren Pearson William Spencer Brian Taylor  | Shelby GT500        | 71  |
| 59            | GTO | 62  | Jeff Stevens Racing            | Jeff Stevens Pete Sherman                   | Chevrolet Corvette  | 53  |
| 60            | TO  | 19  | U. S. Davis Racing             | Jose Rodriguez Bob McClure                  | Chevrolet Camaro    | 50  |
| 61            | TU  | 25  | Libra International Racing     | John Buffum Bert Everett                    | Ford Escort         | 48  |
| 62            | TO  | 44  | Larrauri Racing                | Manuel Garcia Daniel Vilarchao Jose Nunez   | Chevrolet Nova      | 44  |
| 63            | TU  | 110 | Bolus & Snopes                 | Bob Mitchell Jim Williams                   | Dodge Colt          | 41  |
| 64            | GTO | 54  | Iroquois Racing                | Bill Schumacher Rick Hay                    | Chevrolet Corvette  | 37  |
| 65            | GTU | 70  | Marc Dancose                   | Marc Dancose Jacques Bienvenue              | Porsche 911S        | 30  |
| 66            | GTU | 75  | Tom Kuenz                      | Tom Kuenz Tom Shelton                       | Porsche 912         | 23  |
| 67            | TO  | 14  | C. C. Canada                   | Russ Boykin Mike Meldeau C. C. Canada       | Chevrolet Camaro    | 22  |
| 68            | GTU | 4   | Western Sizzlin' Steak Houses  | Bob Lillquist Bill Webbe Dennis Merrick     | Porsche 911S        | 19  |
| 69            | TO  | 28  | Ed Fleming                     | Ed Fleming Jim Corwin                       | Chevrolet Camaro    | 17  |
| 70            | TO  | 8   | Automotive Engineering         | Gene Felton Tom Nehl                        | Chevrolet Camaro    | 6   |
| 71            | GTO | 6   | Alex Davidson                  | Alex Davidson Bob Baechle                   | Chevrolet Corvette  | 3   |
| 72            | TO  | 26  | Wayne Alexander                | Charlie Cook Wayne Alexander Bob Barrett    | Chevrolet Nova      | 2   |
| Non partants  |     |     |                                |                                             |                     |     |
| 73            | GTU | 15  | Johnson Bozzani                | Robert Kirby Michael Sherwin John Hotchkis  | Porsche 911S        |     |
| 74            | GTO | 21  | Grand Touring Cars Inc.        | Sam Posey Harley Cluxton                    | Ferrari 365 GTB/4   |     |
| 75            | GTU | 64  | Pete Harrison                  | Pete Harrison Bob Buchler                   | Ferrari Dino 206GT  |     |
| 76            | GTU | 65  | Lee Cutler                     | Lee Cutler Peter Kirill                     | Porsche 914/6       |     |
| 77            | TU  | 169 | Performance Engineering        | Steve Coleman Dennis Shaw                   | Opel Manta 1900     | 5   |
| Non qualifiés |     |     |                                |                                             |                     |     |
| 78            | TU  | 22  | Mark IV Racing                 | Hoyt Overbagh Bill Freeman Sam Peters       | Ford Pinto          |     |
| 79            | TU  | 111 | Jeffrey Brooks                 | Jack Swanson Brad West                      | Austin America      |     |
| 80            | TU  | 168 | Whitaker Vance                 | Robert Whitaker Harold Vance                | Volvo 122S          |     |
| 81            | TU  | 176 | Laurence Oliva                 | Laurence Oliva Ron Polimeni                 | Volvo 122S          |     |
| 82            | TU  | 188 | Dave Wolin                     | Dave Wolin Gerry Cohen                      | Ford Pinto          |     |
| 83            | GTO | 23  | Riley Racing                   | Randy Lewis Jon Milledge Max Sebba          | De Tomaso Mangusta  |     |